# Giambattista Croci
(Corrado Sannucci, Repubblica, sulla meta di Giambattista Croci alla Francia)
Giambattista Croci (San Benedetto del Tronto, 28 luglio 1965) è un ex rugbista a 15 italiano, il cui ruolo prevalente era quello di seconda linea.

## Biografia
Cresciuto nel calcio, fu dirottato alla Sambenedettese Rugby a 17 anni in ragione della sua altezza, nel ruolo di seconda linea benché, per sua stessa ammissione, a lungo ignaro delle regole del gioco.
Con tale squadra esordì in serie C e successivamente, durante il servizio militare, giocò per la rappresentativa Interforze di Napoli (gruppo sportivo espressione di tutte le Forze dell'Ordine); durante una trasferta della squadra militare in Veneto fu notato dal Rovigo che lo ingaggiò nel 1988 e lo portò alla ribalta nazionale.
Nel 1989 passò all'Amatori Milano, con il quale vinse tre titoli di campione d'Italia.
Nel 1990 esordì in Nazionale sotto la guida di Bertrand Fourcade, contro l'Unione Sovietica.
Il momento più rappresentativo della carriera sportiva di Croci è legato alla vittoria, ottenuta il 22 marzo 1997 a Grenoble, contro la Francia nella finale della Coppa FIRA 1995-97: egli fu autore della terza delle quattro mete italiane in tale incontro, importante perché fu quella che alterò l'equilibrio della gara, in quel momento ferma sul 20-20, al termine di un'azione corale partita dai 22 metri azzurri, che vide protagonisti nell'ordine Vaccari, Pértile, Domínguez, ancora Vaccari, Marcello Cuttitta, Troncon e infine Croci.
Quello fu l'incontro che, di fatto, aprì all'Italia l'ingresso nel rugby d'élite e la meta di Croci, ritenuta decisiva non tanto per il punteggio (fu Paolo Vaccari a marcare la meta della sicurezza, che portava l'Italia sul 40-20 a quattro minuti dalla fine) quanto perché il passaggio finale provenne da un'azione alla mano che impegnò molti giocatori della squadra, fu presa a simbolo del passaggio del rugby italiano dal dilettantismo e semi-volontariato al professionismo e alla programmazione: come disse Corrado Sannucci nel 2005, «[la meta] che ha strappato il rugby italiano dalle parrocchie per consegnarlo alla BBC».
Ritiratosi dal rugby attivo nel 2000, Croci vive a Roma e lavora per un istituto di credito; in occasione dell'incontro con Samoa tenutosi ad Ascoli Piceno durante la serie di test match autunnali della Nazionale italiana nell'autunno 2009, il comune di San Benedetto del Tronto conferì a Croci il premio "Una vita per il rugby".

## Palmarès
- Coppa FIRA : 1
Italia: 1995-97
- Campionati italiani: 4
Milan: 1990-91; 1992-93; 1994-95; 1995-96
- Coppe Italia: 1
Milan: 1994-95